# Black Jazz Records
Black Jazz Records is een Amerikaans platenlabel voor jazz, gemaakt door Afro-Amerikaanse musici. Het werd in het begin van de jaren zeventig opgericht door pianist Gene Russell, in een tijd waarin de burgerrechten-beweging op stoom was gekomen en het 'zwarte' bewustzijn groeide. Het label wilde hierin een rol spelen.
Het label bracht muziek uit van onder meer Russell, Doug Carn en Jean Carn, Rudolph Johnson, Calvin Keys, Walter Bishop, Jr., Chester Thompson, Henry Franklin, Kellee Paterson en The Awakening. Vooral de albums van Doug Carn waren zeer succesvol, de platen hebben inmiddels ook een cultstatus gekregen. In 1976 overleed Russell en leidde het label een slapend bestaan, tot in de tweede helft van de jaren tachtig James Hardge geïnteresseerd raakte en het later overnam. Het label wil nu de backcatalogue op cd en vinyl opnieuw uitbrengen en nieuwe artiesten opnemen.